# 皮尔斯县 (华盛顿州)
皮爾斯縣（英語：Pierce County）是美国华盛顿州普吉特海湾東南角的一個郡（部分位於基萨普半岛上），面積4,679平方公里。根據2020年美國人口普查，共有人口92萬1,130人。縣治塔科馬（Tacoma）。該縣成立於1852年12月22日，縣名紀念第十四任美国总统富兰克林·皮尔斯（Franklin Pierce）。